# شیمیایی کم لب
شیمیایی کم لب، (به انگلیسی: ChemLab) شرکت بلژیکی متخصص در
تولید محصولات شیمیایی است، که محل استقرار دفتر مرکزی و
کارخانه آن، در شهر زودلژم، بلژیک می‌باشد.
این شرکت به سال ۱۹۹۳ در شهر ایدلژم بلژیک تأسیس شد و کار خود را با تولید
محلول‌های استاندارد و معرف‌های سفارشی برای مصارف عمومی و خاص آغاز کرد.

## تاریخچه
بلژیک اولین کشور اروپایی اقلیمی بود که در اوایل دهه ۱۸۰۰ دستخوش انقلاب صنعتی شد.
بعد از جنگ جهانی دوم، شهرهای خنت و آنتورپ توسعه سریع صنایع شیمی و پتروشیمی را تجربه نمودند.
در حالی که بحران‌های نفتی ۱۹۷۳ و ۱۹۷۹ اقتصاد بلژیک را به سمت ترقی طولانی مدت پیش می‌برد، همین موضوع مبنایی برای شکل‌گیری کمپانی کم لب گردید، به گونه‌ای که این شرکت
در زمینه صنایع شیمیایی و نفتی فعالیت خود را آغاز نمود و محصولاتش را مطابق با آن جهت داد.

## محدوده فعالیت

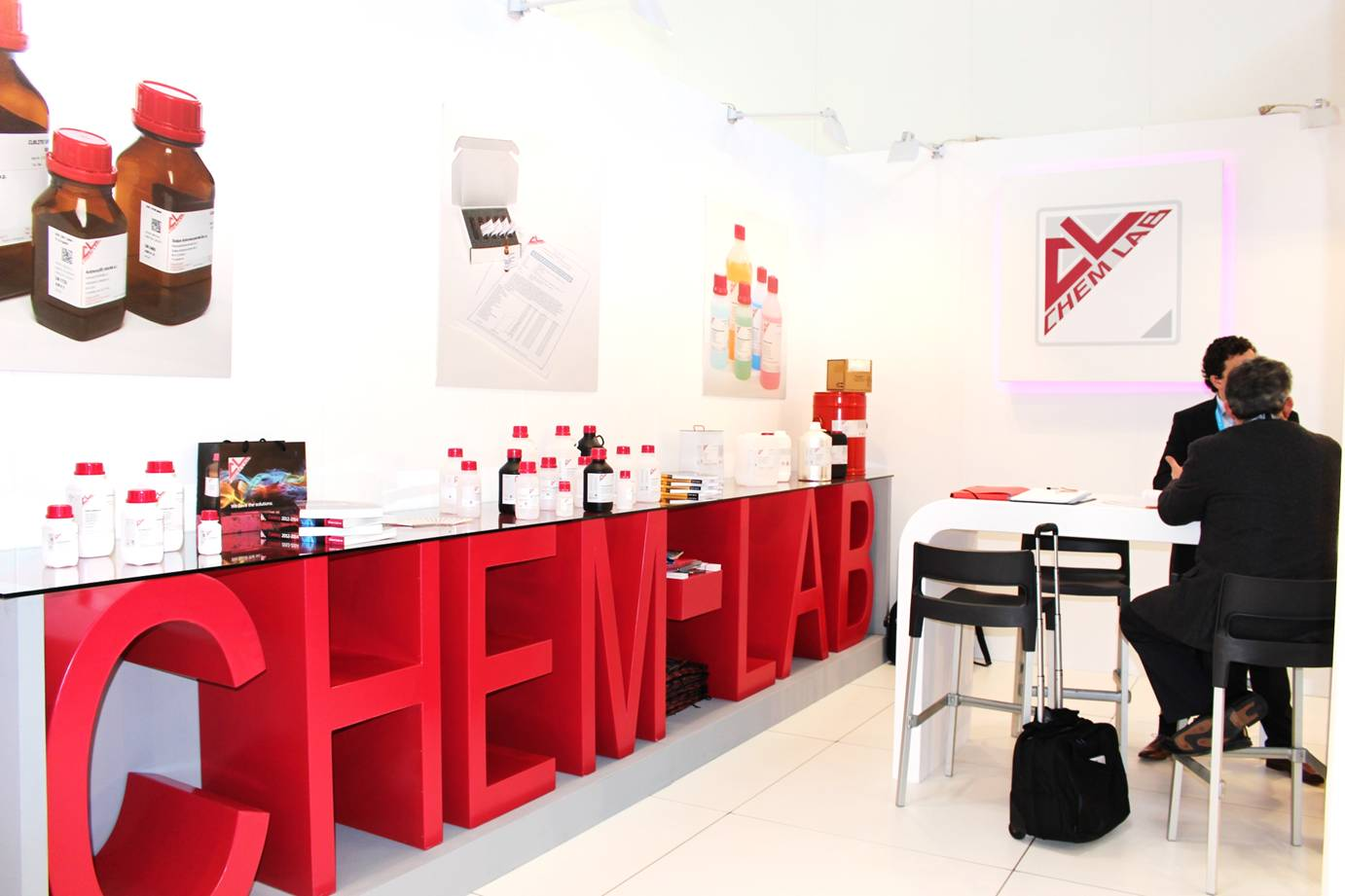
حضور کم لب، در نمایشگاه آنالیتیکال

کمپانی کم لب متعلق به کشور بلژیک می‌باشد و در قلب یکی از مهم‌ترین مناطق صنعتی جهان
قرار گرفته است. سال‌های آخر قرن بیستم آغازی جدید و تولدی دوباره برای آن به حساب می‌آمد چراکه شاهد،
گسترش فعالیت‌های خود در عرصه جهانی بود.
در سال ۱۹۹۶، به منظور توزیع هرچه بهتر تولیدات خود
در عرصه جهانی شروع به ایجاد عامل‌ها و آژانس‌های فروش در دیگر کشورهای اروپایی نمود.
پس از آن عرضه محصولاتش را در قاره‌های دیگر دنبال کرد به گونه‌ای که اکنون نمایندگی‌های متعددی
در سطح جهان دارا می‌باشد.
البته لازم است ذکر شود که برخی ویژگی‌های منطقه‌ای نظیر قرار گرفتن این کمپانی در نزدیکی آب‌های آزاد و بهره‌گیری از نیروی کار ارزان قیمت بلژیک،
کمک شایانی در مسیر توسعه هرچه سریع تر این شرکت را فراهم نموده است.

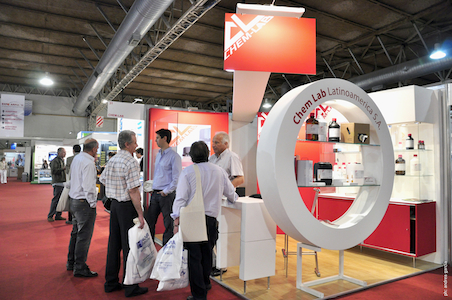
شرکت در نمایشگاه
ایکسپو آرپیا

## محصولات تولیدی
کتابخانه این شرکت طی سال‌های متمادی به جمع‌آوری نمونه تحقیقات ارزشمند محققان دانشگاهی و بازخرید آن‌ها پرداخته است تا همواره تولید محدوده وسیعی از مواد شیمیایی مورد مصرف
در آزمایشگاه هارا دارا باشد و نیز بتواند به تولیدات خود بیفزاید.
- مواد شیمیایی جهت مصارف عمومی آزمایشگاهی
- مواد شیمیایی با گریدهای دارویی و غذایی (BP, USP, VP, Ph Eur, ACS)
- مواد شیمیایی جهت سنتز و تجزیه مواد
- استانداردهای نفتی، آلی و معدنی
- استانداردهای غذایی و سوخت‌های تجدید پذیر
- استانداردهای سفارشی مطابق با نظر مصرف‌کننده

## ارزش‌های سازمانی

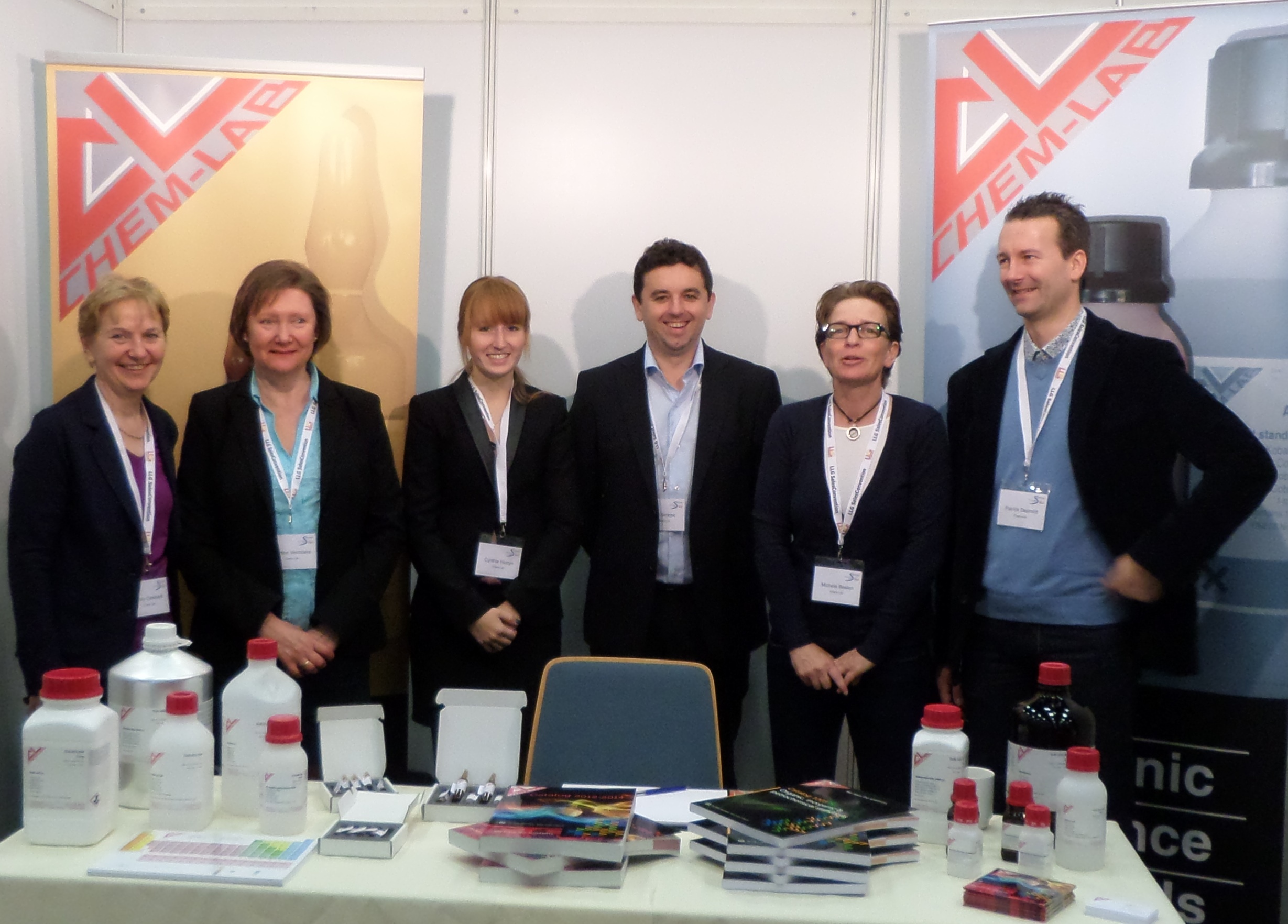
شعار
گروه کم لب، راه حل‌ها نزد ماست

این شرکت مدعی است که کسب‌وکار خود را براساس یک تعهد شفاف برای درست عمل کردن بنیان نهاده است.
گروه‌های متنوع مردم را استخدام می‌کند و برای آن‌ها ارزش می‌آفریند.
به حقوق انسان‌های همکار، احترام می‌گذارد و شرایط کار ایمن و زمینه رشد استعدادهای آن‌ها را فراهم می‌آورد.

## نگارخانه

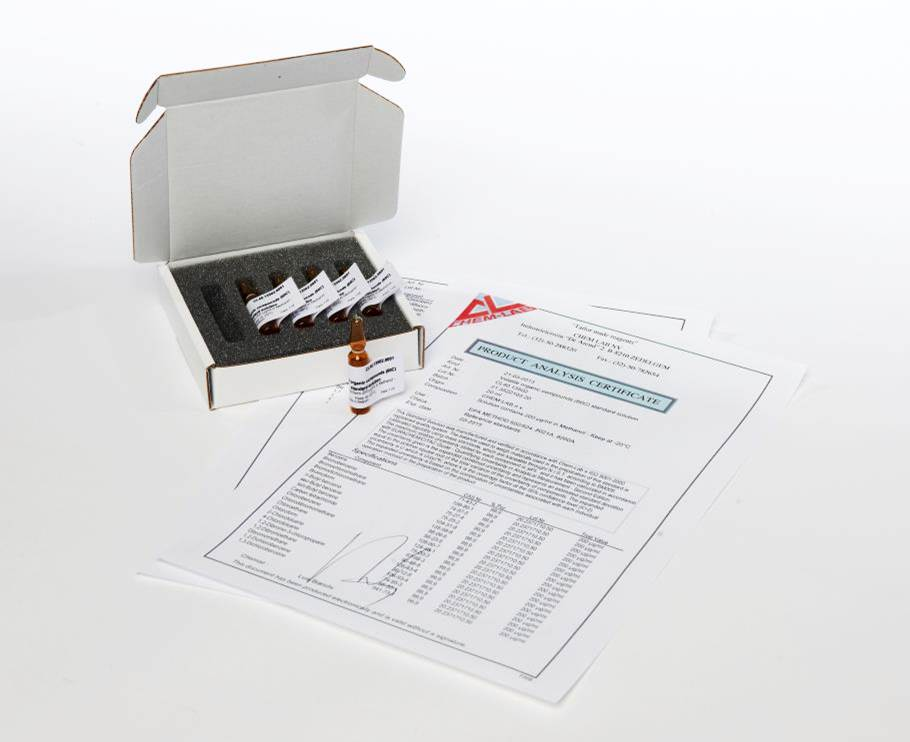
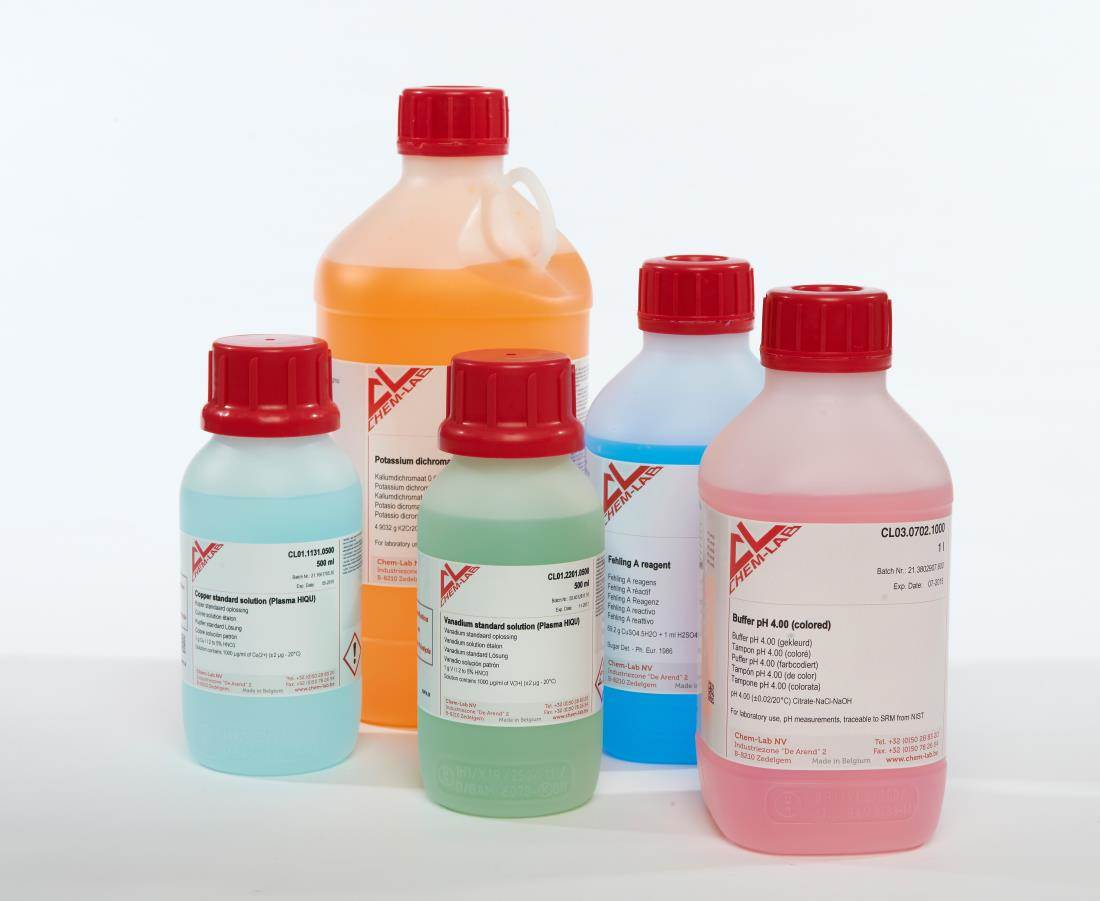
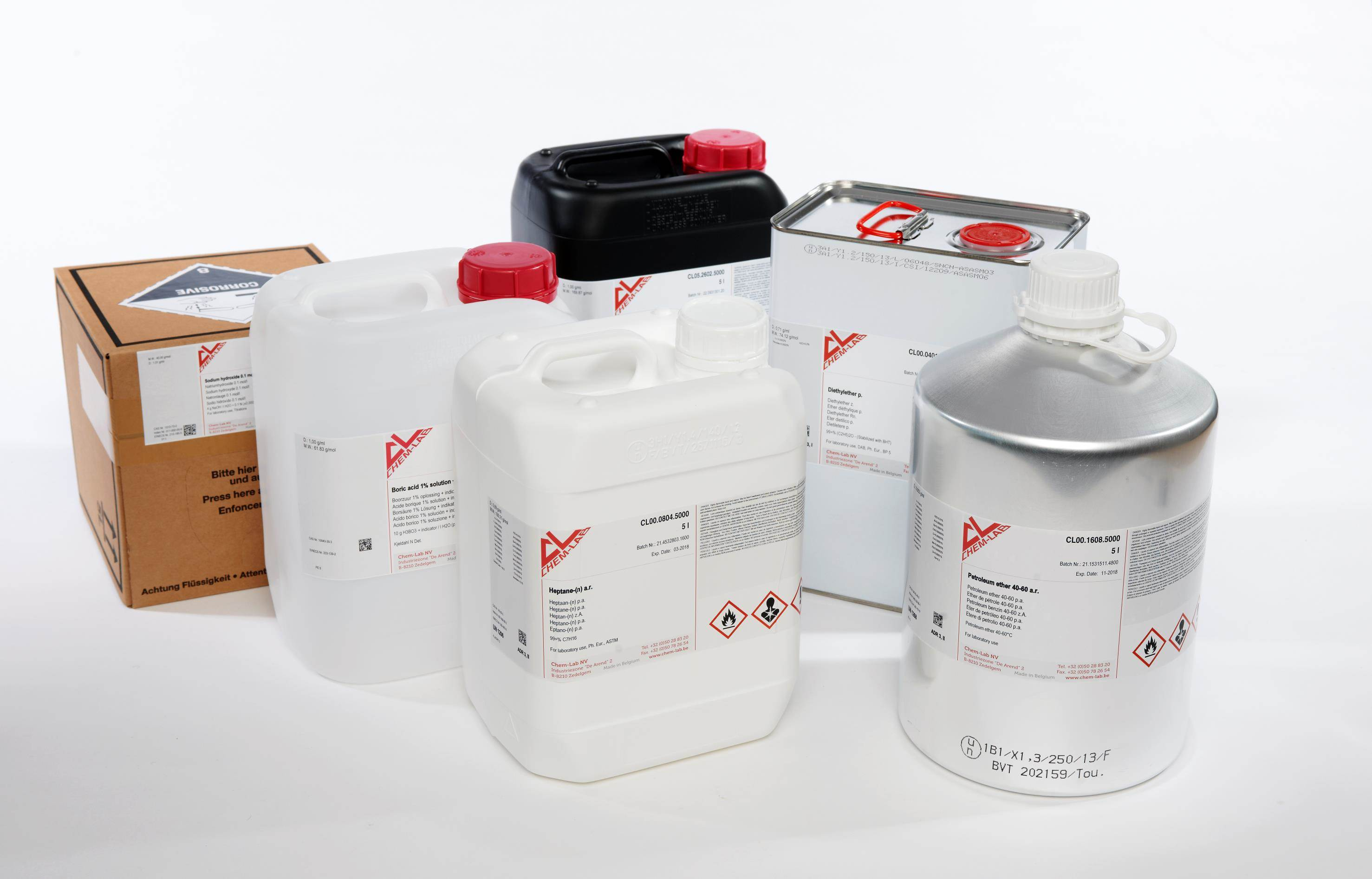